# Залингей (аэропорт)
Аэропорт Залингей (англ. Zalingei Airport) (ИАТА: ZLX, ИКАО: HSZA) — аэропорт, обслуживающий город Залингей в регионе Центральный Дарфур в Судане.

## Аварии и инциденты
11 ноября 2010 года, самолёт Ан-24 суданской авиакомпании Tarco Airlines, летящий по курсу из Хартума до Ньялы, разбился при посадке в аэропорту Залингей. По сведениям авиакомпании, на посадке у самолёта лопнуло две шины, в результате сам самолёт разломился и загорелся. Погиб один пассажир, один человек получил серьёзные ранения, другие пять человек получили небольшие ранения, а остальные 32 пассажира и 5 членов экипажа избежали травм.